# Aero (automóvel)
Aero (em checo: Aero, továrna letadel Dr. Kabeš) foi um fabricante de automóveis e aviões checo, fundado em 1919 por Vladimir Kabes. 
Aero começou em 1919 com a produção de aviões leves seguida pela produção de automóveis desde 1929. 
A empresa desapareceu em 1947 no decorrer da estatização da indústria checa.

## Modelos (automóveis)
- Aero Type 500
- Aero Type 50
- Aero Type 30